# 岳静妃
和惠靜妃，亦稱為岳静妃（1465年—1534年），直隸廣平府成安縣人。岳紀之女，錦衣衛千戶岳綉之姐。明朝明憲宗朱見深之妃，皇六女仙游公主之生母。

## 生平
綜合《憲廟和惠靜妃壙志》及《明實錄》等史料的記載，岳静妃是廣平府成安縣人，父親為岳紀，母親為沈氏。成化元年九月十九日巳時（1465年10月8日上午9時至11時），岳氏出生。成化十一年十一月初一日（1475年11月28日），選入內庭。岳氏後獲臨幸，生下明憲宗最後一個女兒——皇六女仙游公主。成化二十三年七月二十七日（1487年8月15日），以英國公張懋為正使，吏部尚書萬安為副使，持節冊封宸妃邵氏為貴妃，張氏（益端王朱祐槟、衡恭王朱祐楎與汝安王朱祐梈生母）為德妃，郭氏（永康公主生母）為惠妃，章氏（德清公主生母）為麗妃，姚氏（壽定王朱祐榰生母）為安妃，王氏（早夭皇子生母）為敬妃，唐氏為榮妃，楊氏（涇簡王朱祐橓、申懿王朱祐楷生母）為恭妃，潘氏（榮莊王朱祐樞生母）為端妃，岳氏為靜妃。同年八月二十二日，明憲宗駕崩，岳氏開始守寡。弘治五年八月十五日（1492年9月6日），岳靜妃所出的皇六女薨逝，明孝宗追封其為仙遊公主，命喪葬禮儀依照憲宗第五女長泰公主之例辦理。嘉靖十三年六月初三日戌時（1534年7月13日晚上7時至9時），岳靜妃逝世，享壽七十歲。岳靜妃的喪禮依照和妃梁氏之例辦理，嘉靖帝輟視朝三日，並進謚曰和惠，稱為和惠靜妃。同年九月十三日（1534年10月19日），岳靜妃正式安葬於金山:35。
《太常續考》称岳靜妃與其他十二位妃俱葬金山口，合葬於同一墓。1963年，考古發掘鑲紅旗營妃嬪墓，七位明憲宗妃嬪的墓葬均是獨立墓葬，業已被盜，棺槨破碎，屍骨失散。岳静妃有墓志出土，可證其葬於此處:431。

## 備註
1. ↑   《太常續考》誤稱和惠靜妃為「樂氏」，實應為岳氏[1]。而《廣平府志》稱「明憲宗要靜妃，成安要紀女，成化八年選入宮，二十一年冊為靜妃[2]。」此處亦誤記岳靜妃為要氏。